# Лабарна I
Лабарна I (Лапарнас) — цар Хетського царства, правив приблизно в 1680-1650 до н. е. Зять царя Пухасуми (за менш імовірною версією — син Папахділми).
Не збереглося жодного оригінального напису цього царя.

## Життєпис
Згідно з хетською історичною традицією Лабарна I вважається засновником Древньохеттської династії. У заповіті його наступника Хаттусілі I повідомляється про боротьбу Лабарни I з сановниками, які висунули на престол Папахділмаса. Пізніші джерела, наприклад «Указ Телепинуса», повідомляють, що Лабарна I був щасливим завойовником. Спочатку, правлячи лише в Куссарі (старовинна хетська столиця), Лабарна підкорив міста Хупісна (ототожнюється з античною Кібістрою), Туванува (антична Тіана), Ненасса, Ланда, Цаллара, Пурусханда і Лусна (антична Лістру) та призначив синів правителями цих міст. Лабарна здійснював походи і ще далі. На півдні він опанував північними схилами таврського хребта, а на півночі, ймовірно, вийшов до узбережжя Чорного моря, розширивши таким чином кордони Хетського царства «від моря до моря» (тобто від Середземного до Чорного морів). З пізнішого договору між хеттським царем  Муваталлу II і Алаксанду, царем Вілуса (ототожнюється з Іліоном, столицею Троади — царства Трої) видно, що Лабарна I доходив і до цієї віддаленої області Малої Азії.
Ім'я Лабарна, як видається, було взято подальшими хеттськими царями як титул — «Табарна» (подібно антич. «кесар» — похідне від Цезар). При Лабарні великим впливом користувалася цариця Тавананна згадувана царськими списками поминальних жертвоприношень, як родоначальниця династії, і, ймовірно, сестра Лабарни (більш імовірно донька царя Пухасуми). Подібно Лабарні, Тавананна також передала своє ім'я як титул майбутнім хеттським царицям, що були верховними жрицями. Причому, не кожна жінка царя ставала тавананною, так як цей титул був довічним і його могла носити і цариця-вдова; правляча цариця-жриця тавананна мала свій двір, доходи та відігравала важливу культову і політичну роль, на яку не могла повністю претендувати молода цариця.
Існує припущення про тотожність Лабарни з Хаттусілі I. До того ж цариця Каттусі називається дружиною то Хаттусілі, то Лабарни.